# Gert Verstl
Gert Verstl (* 22. April 1935 in Berlin) ist ein deutscher Generalleutnant außer Dienst des Heeres der Bundeswehr und war zuletzt Kommandierender General des II. Korps in Ulm.

## Leben
Im Jahre 1954 trat Verstl zunächst in den Bundesgrenzschutz ein. 1956 wechselte er zum Heer der Bundeswehr. 1960 veröffentlichte er in den Studien über Zeitfragen der Heeresoffizierschule III in München. Er wurde in der Folge unter anderem als Bataillonskommandeur verwendet. Von 1966 bis 1968 nahm er am 9. Generalstabslehrgang Heer an der Führungsakademie der Bundeswehr in Hamburg teil, wo er zum Offizier im Generalstabsdienst ausgebildet wurde. Von 1974 bis 1977 war er im Supreme Headquarters Allied Powers Europe (SHAPE) in Casteau (heute Mons) in Belgien tätig. 1977 wurde er Chef des Stabes bei der 12. Panzerdivision in Veitshöchheim bei Würzburg, wo er bis 1979 verblieb. Danach ging er als Fachgruppenleiter Führungslehre Heer an die Führungsakademie der Bundeswehr. Von 1982 bis 1984 war er Brigadekommandeur der Panzergrenadierbrigade 17 in Hamburg. Im Anschluss war er Chef des Stabes des II. Korps in Ulm. Von 1986 bis 1989 war er Divisionskommandeur der 12. Panzerdivision, von 1989 bis 1992 dann Kommandierender General des II. Korps in Ulm. Danach wurde er im Dienstgrad eines Generalleutnants in den Ruhestand versetzt.
Verstl ist verheiratet, evangelisch-lutherisch und Vater von vier Kindern.